# 阿西萨特·奥肖拉
阿西萨特·拉米娜·奥肖拉（1994年10月9日—），尼日利亚女子足球运动员，司职前锋，目前效力于西班牙女子足球甲级联赛的巴塞罗那。她是2014年国际足联女子U-20世界杯的最佳射手与2014年非洲女子国家杯的最有价值球员。

## 荣誉

### 国际比赛
尼日利亚
- 非洲女子国家杯 (3): 2014, 2016, 2018
- 国际足联女子U-20世界杯亚军: 2014

### 俱乐部
河流天使
- 尼日利亚女子足球超级联赛：2014
- 尼日利亚女子足协杯：2013, 2014

阿森纳
- 英格兰女子足总杯：2015–16

大连权健
- 中国女子足球超级联赛: 2017

巴塞罗那
- 西班牙女子足球甲级联赛: 2019-20
- 欧洲女子冠军联赛亚军：2018-19
- 西班牙女子超级杯：2020

### 个人
- Aiteo CAF Best Player Award 2017(Female Category)
- BBC年度最佳女足球员: 2015[5]
- Queen of The Pitch Award: 2014[6]
- 非洲足球小姐: 2014,[7] 2016,[8] 2017,[9] 2019
- 非洲最佳女子青年球员: 2014,[7]
- 2014年非洲女子国家杯金球奖[10]
- 2016年非洲女子国家杯金靴奖
- 2014年国际足联女子U-20世界杯金靴奖与金球奖
- 2017年中国女子足球超级联赛最佳射手